# Davy Bulthuis
Davy Bulthuis est un footballeur néerlandais, né le 28 juin 1990 à Purmerend. Il évolue au poste de défenseur central.

## Palmarès
Ulsan Hyundai
- Ligue des champions de l'AFC :2020

## Statistiques
| Saison    | Club          | Pays       | Championnat        | Coupes nationales | Coupes internationales | Pays-Bas |
| --------- | ------------- | ---------- | ------------------ | ----------------- | ---------------------- | -------- |
| 2010-2011 | FC Utrecht    | Eredivisie | 1 match            | -                 | -                      | -        |
| 2011-2012 | FC Utrecht    | Eredivisie | 25 matchs / 1 but  | 1 match           | -                      | -        |
| 2012-2013 | FC Utrecht    | Eredivisie | 30 matchs / 3 buts | 5 matchs          | -                      | -        |
| 2013-2014 | FC Utrecht    | Eredivisie | 12 matchs / 1 but  | 2 matchs          | 1 match (C3)           | -        |
| 2019      | Ulsan Hyundai | K League 1 | 19 matchs / 1 but  | 1 match           | 6 match (ACL)          | -        |
| 2020      | Ulsan Hyundai | K League 1 | 22 matchs / 0 but  | 4 matchs          | 7+2 match (ACL et CWC) | -        |
| 2021      | Ulsan Hyundai | K League 1 | 30 matchs / 3 buts | 1 match           | 7 match (ACL)          | -        |

Dernière mise à jour le 6 novembre 2021